# Wing (Dakota del Nord)
Wing és una població dels Estats Units a l'estat de Dakota del Nord. Segons el cens del 2000 tenia 124 habitants.

## Demografia
Segons el cens del 2000, Wing tenia 124 habitants, 68 habitatges, i 32 famílies. La densitat de població era de 81,1 hab./km².
Dels 68 habitatges en un 14,7% hi vivien nens de menys de 18 anys, en un 44,1% hi vivien parelles casades, en un 2,9% dones solteres, i en un 51,5% no eren unitats familiars. En el 48,5% dels habitatges hi vivien persones soles el 30,9% de les quals corresponia a persones de 65 anys o més que vivien soles. El nombre mitjà de persones vivint en cada habitatge era d'1,82 i el nombre mitjà de persones que vivien en cada família era de 2,64.
Per edats la població es repartia de la següent manera: un 13,7% tenia menys de 18 anys, un 4% entre 18 i 24, un 16,9% entre 25 i 44, un 32,3% de 45 a 60 i un 33,1% 65 anys o més.
L'edat mediana era de 53 anys. Per cada 100 dones de 18 o més anys hi havia 87,7 homes.
La renda mediana per habitatge era de 14.688 $ i la renda mediana per família de 44.167 $. Els homes tenien una renda mediana de 26.750 $ mentre que les dones 23.438 $. La renda per capita de la població era de 14.970 $. Entorn del 10,5% de les famílies i el 19,7% de la població estaven per davall del llindar de pobresa.

## Poblacions més properes
El següent diagrama mostra les poblacions més properes.